# Neolampadidae
Famille
Les Neolampadidae sont une famille d'oursins dits « irréguliers » de l'ordre des Cassiduloida. Ces espèces vivent en eaux profondes.

## Description et caractéristiques
Les Cassiduloida sont des oursins irréguliers, au corps légèrement ovoïde ; leur bouche est avancée vers un côté, dépourvue de lanterne d'Aristote, leur face aborale est convexe et leur face orale plane.
Le disque apical est en position centrale ou légèrement antérieure, tétrabasal ou monobasal, et porte 2 ou 3 gonopores, exhibant un dimorphisme sexuel rare chez les oursins (ils sont plus gros chez les femelles).
Le péristome est précédé par un vestibule vertical cloisonné, entouré de légers bourrelets équipés de radioles périorales spécialisées sur des tubercules de même, mais confinés au vestibule buccal.
Cet ordre semble être apparu au Crétacé supérieur (Maastrichtien). Ce sont des oursins d'eaux profondes, que l'on trouve entre 130 et 1 200 m de profondeur. On n'en connaît que 4 espèces vivantes à l'heure actuelle.

## Liste des genres
Selon World Register of Marine Species (10 juin 2014) :
- genre Aphanopora de Meijere, 1903
  - Aphanopora echinobrissoides de Meijere, 1903
- genre Nannolampas Mortensen, 1948a
  - Nannolampas tenera (de Meijere, 1902)
- genre Neolampas A. Agassiz, 1869
  - Neolampas rostellata A. Agassiz, 1869
- genre Pisolampas Philip, 1963b †
- genre Studeria Duncan, 1889
  - Studeria elegans (Laube, 1869) †
  - Studeria recens (A. Agassiz, 1869)
  - Studeria rositae Sánchez Roig, 1953c †